# Caetano Veloso (álbum de 1969)
Caetano Veloso (também conhecido como Álbum Branco, Disco da Assinatura ou Irene, em razão de sua faixa de abertura) é o terceiro álbum de estúdio do artista de mesmo nome, sendo este o seu segundo lançamento solo. Foi lançado em 1969 pela gravadora Philips.
O álbum foi gravado em um pequeno estúdio de gravação em Salvador em junho de 1969, período em que Caetano e Gilberto Gil (que também gravou um álbum durante aquele tempo) estavam em prisão domiciliar na capital baiana após serem detidos no final de 1968, no Rio de Janeiro, por resistirem ao governo autoritário da época. Caetano Veloso recebeu produção de Rogério Duprat.
O álbum, assim como seu antecessor, é bastante eclético (característica do movimento Tropicália), com canções que variam entre bossa nova, rock psicodélico, música carnavalesca, música tradicional baiana, fado, tango, entre outras. Possui músicas em português, espanhol e inglês. Sua capa e seu título homônimo são uma referência ao famoso álbum autointitulado dos Beatles, lançado um ano antes.
A faixa "Alfômega" foi amostrada pelo rapper MF DOOM na faixa "Charlie Brown" de Ghostface Killah em 2006.

## Lista de faixas
Todas as faixas escritas e compostas por Caetano Veloso, exceto as indicadas. 
| Lado um |                                                                              |         |  |
| N.º     | Título                                                                       | Duração |  |
| 1.      | "Irene"                                                                      | 3:45    |  |
| 2.      | "The Empty Boat"                                                             | 4:15    |  |
| 3.      | "Marinheiro Só" (Música tradicional; Adaptação e arranjo por Caetano Veloso) | 3:28    |  |
| 4.      | "Lost in the Paradise"                                                       | 3:27    |  |
| 5.      | "Atrás do Trio Elétrico"                                                     | 2:43    |  |
| 6.      | "Os Argonautas"                                                              | 2:45    |  |

| Lado dois |                                              |         |  |
| N.º       | Título                                       | Duração |  |
| 1.        | "Carolina" (Chico Buarque)                   | 2:37    |  |
| 2.        | "Cambalache" (Enrique Santos Discépolo)      | 2:31    |  |
| 3.        | "Não Identificado"                           | 4:03    |  |
| 4.        | "Chuvas de Verão" (Fernando Lobo)            | 2:48    |  |
| 5.        | "Acrílico" (Caetano Veloso / Rogério Duprat) | 2:58    |  |
| 6.        | "Alfômega" (Gilberto Gil)                    | 5:54    |  |

## Ficha técnica
De acordo com as informações no encarte da reedição em CD.
- Caetano Veloso – vocais
- Gilberto Gil – violão, vocais (em "Alfômega")
- Lanny Gordin – guitarras elétrica e acústica
- Sérgio Barroso – baixo elétrico
- Wilson das Neves – bateria
- Chiquinho de Moraes – piano e órgão

Músicos adicionais
- Jussara Moraes – participação (em "Acrílico")
- Tião Motorista – ritmo

Produção
- Rogério Duprat – arranjos e direção musical
- Manoel Barenbein – direção de produção
- Ary Cavalhaes, Célio Martins, João Kibelskis, Stelio Carlini, Paulo Frazão e João dos Santos – técnicos

- Lincoln – programação gráfica